# Masacre del lago Frog
La masacre del lago Frog fue parte del levantamiento de los Cree durante la rebelión del Noroeste en el oeste de Canadá. Bajo el liderazgo del líder Wandering Spirit, un grupo de jóvenes Cree atacó a oficiales, clérigos y colonos en el pequeño asentamiento de lago Frog en el Distrito de Saskatchewan en los Territorios del Noroeste el 2 de abril de 1885. Nueve colonos fueron asesinados en el incidente. El lugar se encuentra dentro de la reserva de la Primera Nación Frog Lake, quienes solicitaron el terreno durante la firma del tratado 6.

## Causas
El jefe Oso Grande y su banda se habían asentado en proximidades del lago Frog a unos 55 km al noroeste de Fuerte Pitt pero aun no habían elegido un sitio para su reserva. El jefe había firmado el Tratado 6 en 1882. Enojados por lo que consideraban un tratado injusto y por el descenso en la población de bisontes, Big Bear comenzó a organizar la resistencia de los cri.
Al enterarse de la victoria de los Métis en la Batalla de Duck Lake una semana antes y del avance de  Poundmaker sobre Battleford, Wandering Spirit, el jefe guerrero de la banda de Big Bear, comenzó una campaña para recolectar armas, municiones y alimentos en la zona aledaña. La fuente más próxima de suministros y la primera en saquear fueron los establos del gobierno, el puesto de la Compañía de la Bahía de Hudson y el almacén de George Dill en el lago Frog. El enojo de los cri estaba en gran medida orientado hacia el representante del gobierno de Canadá, el agente indígena Thomas Quinn, quien era la razón de las raciones inadecuadas que los cri pasaran hambre.
La masacre del lago Frog fue un levantamiento cri durante la resistencia del noroeste. Liderados por Wandering Spirit, jóvenes hombres cri atacaron a oficiales en un pequeño asentamiento cerca del lago Frog, Alberta el 2 de abril de 1885. Si bien Big Bear, el jefe de la banda, se opuso a los ataques, posteriormente fue encarcelado a causa del incidente.
Enojados por el incumplimiento por parte del gobierno canadiense de sus obligaciones bajo el tratado, y la actitud indolente del oficial local y empujados por el hambre, a causa de la disminución de la cantidad de bisontes, su principal fuente de alimento, el pueblo se rebeló luego de la victoria de los Métis en la batalla del lago Duck.

## La masacre
Una banda de Cree al mando del jefe Wandering Spirit tomó como rehén a Thomas Quinn en su casa en la mañana del 2 de abril. Los Cree luego capturaron a colonos blancos y se hicieron con el control del asentamiento. Juntaron a los europeos, incluidos dos sacerdotes, en la iglesia católica local, donde estaban dando misa. Al terminar la misa, a eso de las 11:00 a. m., los Cree le ordenaron a los prisioneros que fueran a su campamento a un par de km de distancia.
Quinn se negó a irse del poblado; por lo cual Wandering Spirit le disparó en la cabeza. En el pánico que se desencadenó, y a pesar del intento de Big Bear de detener los disparos, la banda de Wandering Spirit mató otros ocho colonos desarmados: los dos sacerdotes católicos, Leon Fafard y Felix Marchand, el asistente de Fafard John Williscroft, junto con John Gowanlock, John Delaney, William Gilchrist, George Dill, y Charles Gouin.
Un empleado de la Hudson's Bay Company, llamado William Bleasdell Cameron, uno de los hombres apresados en la iglesia, luego de la misa fue al almacén de la Hudson's Bay para preparar un encargo de Quinn para Miserable Man.  Al escuchar los disparos, escapó con ayuda de un Cree, y pudo llegar hasta el campamento Cree de Wood, donde el jefe le brindó protección.
Theresa Gowanlock y Theresa Delaney, esposas de dos de los hombres asesinados, sus familias, y aproximadamente setenta personas más del pueblo fueron tomadas cautivas.
Reunieron a los colonos blancos del asentamiento en la iglesia local. Thomas Quinn, el agente indio de la ciudad, fue asesinado después de que estalló un desacuerdo. Luego, los Cree dispararon contra la mayoría de los colonos. Nueve personas murieron, y tres colonos (dos viudas, Teresa Delaney y Teresa Gowanlock, y el joven William Cameron) fueron tomados cautivos, así como varios métis, como John Pritchard, quien "compró" a las dos viudas y las puso bajo su protección. .
Más tarde, las dos Teresa escribieron un libro sobre su experiencia: Dos meses en el campamento de Big Bear. El libro de William Cameron Blood Red the Sun también fue una pieza popular de escritura histórica de primera mano.[cita requerida]
El incidente, junto con la rebelión métis al mismo tiempo, llevó al gobierno canadiense a enviar tropas y policías a la zona. La rebelión finalmente fue sofocada y Wandering Spirit, el jefe de guerra responsable del incidente de Frog Lake, fue capturado.[cita requerida]
Después de la masacre, los cuerpos de Fafard, Marchand, Delaney y Gowanlock habían sido colocados apresuradamente en el sótano debajo de la iglesia por varios de los residentes métis (Métis) que ahora estaban cautivos. Con gran riesgo, también trasladaron los cuerpos de Quinn y Gouin al sótano de una casa cerca de donde fueron asesinados. Sin embargo, se les negó el permiso para tocar a las otras víctimas.
La iglesia, la rectoría y todos los edificios del asentamiento de Frog Lake fueron quemados el 4 de abril de 1885 (el día antes de Pascua). De la misión sólo quedó el campanario y el cementerio.
El 14 de junio, el Batallón Midland (la vanguardia del General de División Strange]) llegó y enterró a las víctimas de la masacre en el cementerio. During their occupation the bell, which was suspended from the fire blackened bell tower, disappeared.

## Secuelas
Los cree se trasladaron a Fort Pitt. La masacre impulsó al gobierno canadiense (Gobierno de Canadá) a enviar tropas y policías al área. La rebelión fue sofocada.[cita requerida]

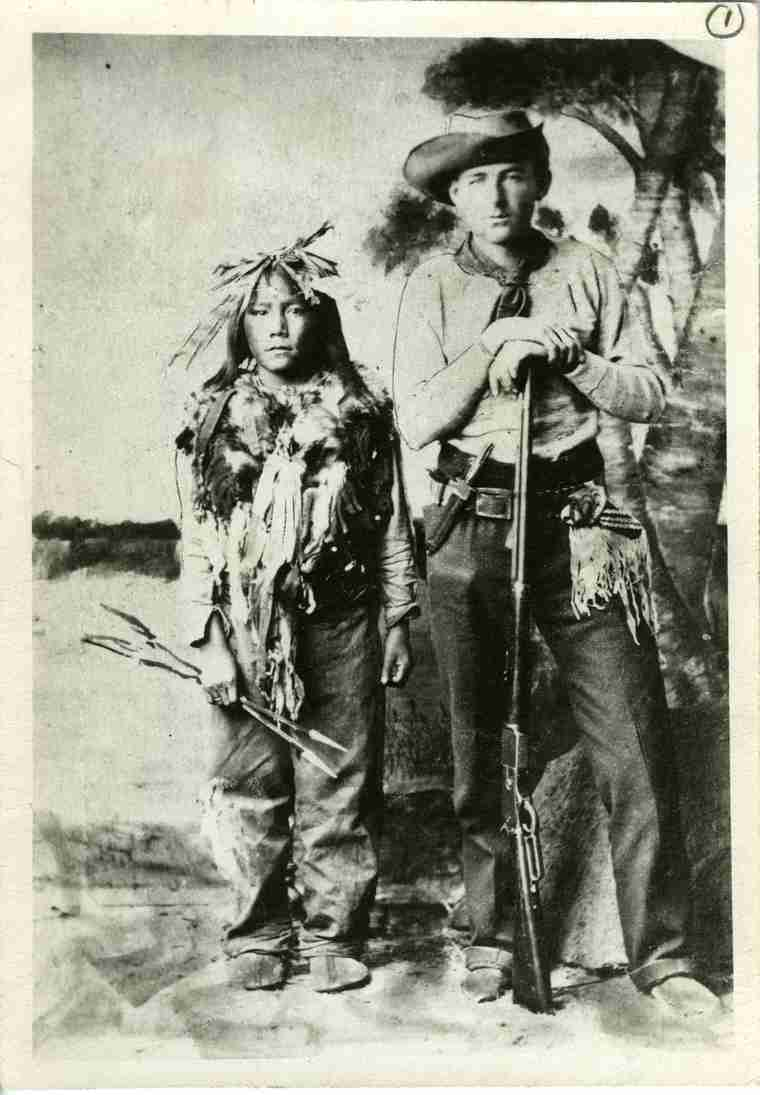
El superviviente William Bleasdell Cameron con Horse Child, hijo de 12 años de Big Bear. Fueron fotografiados juntos en Regina en 1885 durante el juicio de Big Bear. Cameron testificó en defensa de Big Bear.

Wandering Spirit, (Kapapamahchakwew), un jefe de guerra Cree de las Llanuras, Osito (Apaschiskoos), Caminando por el Cielo (también conocido como Round the Sky), Flecha Mala, Hombre Miserable, Cuerpo de Hierro, Ika (también conocido como Pierna Torcida) y Hombre Sin Sangre fueron puestos en juicio por asesinatos cometidos durante la masacre de Frog Lake y en Battleford (los asesinatos del instructor agrícola Payne y el granjero de Battleford, Barney Tremont). A ninguno de los nativos acusados se le permitió asistencia jurídica y el juez Charles Rouleau condenó a cada uno de ellos a muerte en la horca. También condenó a otros tres a la horca, pero les conmutaron la pena de muerte.[cita requerida]
El ministro de Justicia, John Sparrow, David Thompson, revisó los casos, pero no se tuvieron en cuenta las circunstancias atenuantes y, en retrospectiva, la justicia parece haberse impartido arbitrariamente.[cita requerida]
Ocho nativos, incluido Wandering Spirit, fueron ahorcados el 27 de noviembre de 1885, en el ahorcamiento masivo más grande en la historia de Canadá.
Aunque Big Bear se había opuesto al ataque, fue acusado de traición debido a sus esfuerzos por organizar la resistencia entre los Cree. Fue declarado culpable y sentenciado a tres años en la Penitenciaría de Manitoba.

## Legado
Frog Lake se convirtió en parte de la provincia de Alberta en 1905. El sitio de la masacre fue designado "Sitio histórico nacional de Frog Lake" en 1923, en la ubicación del Cree levantamiento que ocurrió en el Distrito de Saskatchewan, Territorios del Noroeste. Parks Canada dice que el sitio designado por la Junta de Sitios y Monumentos Históricos de Canadá es extenso, pero el servicio de parques nacionales posee solo una pequeña porción, principalmente un cementerio, donde en 1924 se erigieron un túmulo de piedra y una placa federal. Las coordenadas geográficas de esta página son para ese cairn.
En 2008, Christine Tell (ministra provincial de Turismo, Parques, Cultura y Deporte) afirmó que "la 125ª conmemoración, en 2010, de la Resistencia del Noroeste de 1885 es una excelente oportunidad para contar la historia de la lucha de los métis de las praderas y de los pueblos de las Primeras Naciones con Las fuerzas gubernamentales y cómo han dado forma al Canadá actual".